# Gerry Scotti
Gerry Scotti, seudónimo de Virginio Scotti (Miradolo Terme, 7 de agosto de 1956), es un presentador de televisión, conductor radiofónico, cantante, disc-jockey y ex político italiano.
Como presentador de televisión (y en las últimas temporadas también como juez), tiene un patrimonio de alrededor de 740 noches de máxima audiencia y más de 8200 episodios de programas diurnos en las cadenas de Mediaset a 2022.

## Biografía
Nació en Camporinaldo, pedanía del municipio de Miradolo Terme en la provincia de Pavía, el 7 de agosto de 1956. Hijo único, su padre Mario es un trabajador que trabaja en las rotativas Corriere della Sera, mientras que su madre, de Miradolo Terme, es ama de casa. El nombre Virginio fue elegido por los padres en honor a un tío, mientras que el nombre artístico Gerry deriva del apodo que, durante su infancia, le pusieron algunos compañeros de colegio para burlarse de él. Pocos años después del nacimiento del futuro presentador, la familia Scotti se mudó a Milán, donde Virginio cursó el bachillerato clásico, para luego matricularse en la facultad de derecho de la que dejará unos exámenes antes de graduarse para poder iniciar su carrera. carrera de radio y televisión aunque sus padres lo habían animado a seguir una carrera como abogado.

### Vida personal
Del matrimonio (1991-2009) con Patrizia Grosso, tuvo un hijo Edoardo, nacido en 1992. Desde 2011 está vinculado a la arquitecta Gabriella Perino.
El 21 de mayo de 2009 envió una carta al director del Corriere della Sera Ferruccio de Bortoli en la que expresaba su aprobación por la apertura de la Iglesia católica hacia los divorciados propugnada por el cardenal Carlo Maria Martini.

### Actividad de radio

#### Radio Milano International
Gerry (que inicialmente se hacía llamar Gary) comenzó su carrera como locutor de radio, en Radio Hinterland Milano2 . A finales de la década de 1970 se traslada a Radio Milano International con los reportajes Il mercatino delle pulci, dentro de los cuales lee mensajes de personas que venden o buscan objetos usados, después Il puntaspilli, columna de anuncios, para convertirse luego en uno de los principales voces de la radio con el programa La mezz'ora del fagiano.

#### Radio DeeJay
En el verano de 1982, Gerry Scotti llega a Radio Deejay, a la que es convocado por Claudio Cecchetto. Antes de conocer a este último, Scotti había trabajado simultáneamente para Radio Milano International y una agencia para la que inventaba textos y campañas publicitarias. El gerente de esta agencia le acababa de reservar un boleto de avión a los Estados Unidos, donde se suponía que iría a participar en un curso de dirección de televisión; Claudio Cecchetto, sin embargo, logra, a través de una llamada telefónica, convencerlo de que se quede en Italia con una propuesta interesante: convertirse en la primera voz de Radio Deejay. Al respecto, Gerry dijo: Tenía un excelente salario, muchos beneficios, hasta un dentista pagado. Entonces, cuando le dije a mi casa que quería ir al show, mi mamá casi recibe un abrazo.
Precisamente gracias a Radio DeeJay no solo llega al gran público, sino que también aterriza en la televisión con DeeJay Televisión. Dejará esta radio recién en 1988 para pasar a RDS, donde permanecerá sólo seis meses.

#### Radio R101
A principios de 2006, después de casi veinte años, vuelve a la radio con Il quesito del fagiano, emitida en R101 (que no es otra que su antigua Radio Milano International), y entra en el Consejo de Administración de Monradio Srl (la Arnoldo Mondadori Editore nació para administrar el área de radio), donde fue nombrado vicepresidente. En otoño de 2006 estuvo al aire con Sbanca 101, una reposición de su concurso Passaparola en radio. En invierno-primavera de 2007 dirige Regalo de cumpleaños . Desde junio de 2007 es presidente de Monradio Srl.
En otoño de 2007 vuelve con Sbanca 101. De enero a junio de 2008 estuvo en la radio con Smile. En 2007 fue galardonado con el Radiogrolla, el Premio San Vicente de la Radio, en la categoría de Mejor voz masculina. Desde el otoño de 2008 hasta enero de 2011 estuvo en la radio con un programa musical emitido los sábados y repetido los domingos, llamado 101%. En enero de 2012 dimitió como presidente por demasiados compromisos televisivos.

### Actividad televisiva
Gerry Scotti presenta programas de preguntas, programas de variedades y de talentos, pero también suele protagonizar comedias de situación o películas para televisión. Siempre ha trabajado en los canales de televisión de Mediaset, compañía que lo considera una de sus personalidades más destacadas y destacadas, llamándolo a menudo con motivo de crisis de audiencia o fallos de emisión. Mike Bongiorno, considerado por muchos como el mejor presentador de la televisión italiana de todos los tiempos, ha declarado que lo considera su heredero, una opinión que también está muy presente dentro de la empresa: según la encuestadora SWG, en nombre del semanario Oggi, para el 58% de los espectadores entrevistados, Scotti podría ser considerado el heredero de Bongiorno. En 2010, dijo que quería retirarse de la televisión alrededor de los 60 años. Poco antes de cumplir 60 años, contrario a su declaración anterior, decidió seguir haciendo televisión.

#### Música y variedad

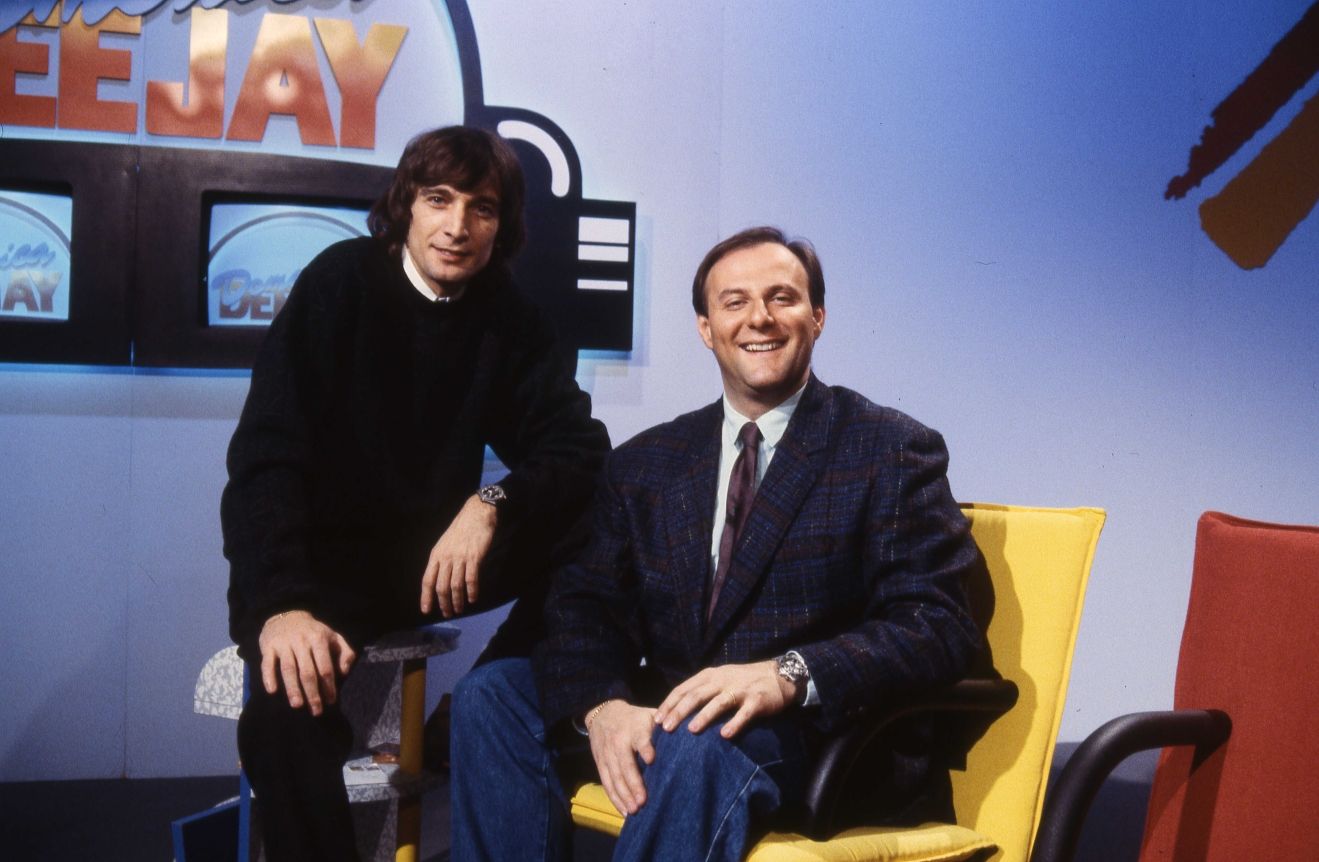
Claudio Cecchetto y Scotti en 1984 en los estudios de televisión de Italia 1 para DeeJay Television

Durante los primeros años, Gerry se especializó en la conducción de programas musicales, pero no solo. Hizo su debut en 1983 en Italia 1, siendo DJ de Radio DeeJay, con DeeJay Television, el primer programa de televisión que emite videos musicales, el precursor de MTV. En 1985 participa en Zodiaco y en la versión de verano de DeeJay Televisión, llamada Video Match, mientras que al año siguiente participa en Festivalbar 1986 como cantante.
En 1987 conduce Candid Camera, Deejay Beach en verano y Smile en otoño, programa que conducirá hasta 1990. De 1988 a 1991 presentó tres temporadas de Candid Camera Show, consiguiendo un éxito considerable: la audiencia media superó los 4 millones de espectadores. En verano vuelve al Festivalbar, que acogerá hasta 1992 para un total de cinco ediciones, y también presenta Azzurro desde 1989.
A partir del 10 de septiembre de 1990 ocupa el lugar de Raimondo Vianello en Il gioco dei 9, que dirige hasta el 11 de enero de 1992, donde el juego se traslada luego a Italia 1, para dar paso el 13 de enero del mismo año al recién nacido TG5. En 1991 lidera con Cristina D'Avena Sábato al circo, con la participación de Massimo Boldi. También en ese año, Scotti interpretó el papel de Porthos en el musical para televisión I tre moschettieri. 1992 en Canale 5 fue el año de El gran desafío, una emisión de los viernes por la noche conducida con Natasha Stefanenko, y del desafortunado programa del mediodía Ore 12, muy criticado porque fue considerado un clon de los programas de Michele Guardì emitidos en Rai 2.
Del 5 de julio al 18 de septiembre de 1993 recibe a Campionissimo en Italia 1 y en otoño de la segunda edición de La grande sfida con Valeria Marini y Nino Frassica, pero sobre todo, del 24 de octubre de 1993 al 24 de abril de 1994, de Buona Domenica en Canale 5 junto con Gabriella Carlucci. En verano presenta tres especiales sobre moda en Canale 5: ModaMare, Donna sotto le stelle y Bellissima; siempre en el verano todos los domingos presenta Il Quizzone. Siempre junto a Gabriella Carlucci volverá a dirigir del 16 de octubre de 1994 al 28 de mayo de 1995 Buona Domenica.
En 1995 presenta en Canale 5 La sai l'ultima? con Paola Barale, el espectáculo musical Super, una versión actualizada del exitoso espectáculo de Maurizio Seymandi Superclassifica Show, y de nuevo en el verano Il Quizzone . En Italia 1, del 3 de noviembre de 1996 al 5 de enero de 1997, presentó el programa, que sin embargo tuvo poco éxito, Non dimenticate lo spazzolino da denti de dientes, junto a una jovencísima Ambra Angiolini. En otoño de 1995 aterriza también en Rete 4 a la hora de comer, donde conduce Adamo contro Eva, pero el programa se cerrará poco después por fallo.
En 1996 presentó Miss & Mister '96 y La sai l'ultima? . En la primavera del mismo año, Scotti tuvo su primera y hasta ahora única experiencia de conducción televisiva en un programa ajeno a Fininvest/Mediaset: Storie di stelle, cuatro episodios emitidos los viernes en horario de máxima audiencia en Television della Svizzera Italiana (l actual CSR La1). Dentro del programa creado para la televisión suiza, Scotti se encuentra con personalidades famosas de la escena musical italiana para resaltar sus experiencias profesionales, éxitos y proyectos futuros: el director de Pavía cuenta con la asistencia de Carla Petracca. En verano, de vuelta en Mediaset, Gerry vuelve a presentar Il Quizzone y, del 1 de julio al 30 de septiembre de 1996, en las primeras horas de la tarde de Canale 5 presenta el concurso Vinca il meglio . En 1997 sigue liderando Miss & Mister '97, La sai l'ultima? con Natalia Estrada y presenta Striscia la notizia con Franco Oppini en mayo. En 1998 presentó en Canale 5 Scopriamo le carte con Natalia Estrada y en verano Forza Papà con Mara Venier. También actuó entre 1996 y 1998 en la comedia televisiva Io e la mamma con Delia Scala. Además, en 1998 participó en el séptimo episodio de la primera edición de Ciao Darwin donde fue jefe de la categoría Calvi.
Gran hincha del Milán, presentó la velada de despedida del fútbol de Franco Baresi en el estadio de San Siro el 28 de octubre de 1997, la fiesta del Scudetto Rossoneri en 1999 y, el 15 de diciembre del mismo año, la velada de celebración del centenario del AC Milan. titulado 100 Milan - Buon Compleanno. Todos estos eventos fueron retransmitidos por Italia 1.

#### PassaparolayChi vuol essere milionario?
Desde 1999, Gerry ha aterrizado en el horario vespertino de Canale 5, donde comenzó a realizar varios concursos. De hecho, el 11 de enero del mismo año presenta Passaparola en Canale 5, flanqueado por Alessia Mancini y otras chicas llamadas Letterine. El programa, que Scotti conducirá hasta el 7 de enero de 2006 (excepto del 1 de marzo al 26 de junio de 1999 porque será reemplazado por Claudio Lippi) cuando finalice su ciclo, ocupa el lugar del desafortunado Superball conducido por Fiorello y obtiene grandes éxitos. Del 1 de marzo al 12 de junio de 1999, junto a Gene Gnocchi (una pareja ya experimentada en Il gioco dei 9) presenta Striscia la notizia . Justo en el primer episodio de Striscia presentado por la pareja Scotti-Gnocchi, Gerry atraviesa el mostrador de Striscia saltando como solía hacer Ezio Greggio. Gerry admitirá que el salto y la ruptura de la barra fueron planeados y ensayados, pero el avance real no fue planeado.
El 13 de septiembre de 1999, Passaparola se reanudó con éxito. También se emitió la sit-com Finalmente sola, un spin-off de Io e la mamma; Gerry todavía interpreta a Gigi Mantelli, pero esta vez se casó y formó una familia; su esposa es interpretada por María Amelia Monti. En enero de 2000 presentó Provini-Tutti pazzi per la TV con Roberta Lanfranchi. El 22 de mayo de 2000 experimentó con un nuevo quiz, un formato de Endemol que regala mil millones de liras y que ha tenido mucho éxito en el extranjero: Chi vuol essere miliardario? (que luego se titulará ¿Quién quiere ser millonario?). El juego es un gran éxito. En junio de 2000 presentó Un disco per l'estate.
El 11 de septiembre de 2000 volvió a presentar Passaparola, del 23 de octubre al 18 de noviembre de 2000 volvió a protagonizar Chi vuol essere miliardario?, y el 20 de noviembre, sin embargo, se reanudó Passaparola . La segunda serie de Finalmente solo también estará al aire en octubre. Del 7 de enero al 15 de abril de 2001 sigue presentando Chi vuol essere miliardario?, pero los domingos y por la tarde y Passaparola por la tarde . Acoge la Gran Gala della Pubblicità y la decimoctava edición del Gran Premio Internazionale dello Spettacolo con Maria De Filippi. En verano acoge la 37ª edición de Un disco per l'estate.
El 10 de septiembre de 2001 se reanudó Passaparola a primera hora de la tarde y del 16 de septiembre al 4 de noviembre de 2001, Chi vuol essere miliardario? en horario de máxima audiencia los domingos y, del 19 de noviembre al 1 de diciembre, a primera hora de la tarde. En 2002, entre el invierno y la primavera, se alternaron los dos concursos y con la llegada del euro ¿Quién quiere ser multimillonario? se convierte en Chi vuol essere milionario? (los domingos del 13 de enero al 24 de febrero y del 22 de septiembre al 24 de noviembre de 2002, por la tarde del 11 al 30 de marzo, del 13 al 25 de mayo y del 25 de noviembre al 14 de diciembre de 2002), con la duplicación del premio mayor final . A continuación se emite la tercera temporada de Finalmente soli.

#### La CorridayPaperíssima
En 2001 Marina Donato, esposa de Corrado, elige a Gerry como nuevo conductor de La Corrida, uno de los programas de variedades más populares de la historia de la televisión, que conducirá a partir del 16 de marzo de 2002 durante 11 episodios, siempre al lado del maestro Roberto Pregadio . y obtendrá el mismo éxito.
En el otoño de 2003 en septiembre presentó dos especiales en horario de máxima audiencia para la primera edición de La fábrica de sonrisas, el primero con Michelle Hunziker y Claudio Bisio, el segundo con Alessia Marcuzzi . Luego, a partir del 29 de septiembre del mismo año, se reanuda Passaparola  y se emitirá la cuarta serie de Finalmente sola . Del 30 de mayo al 13 de junio de 2004, Chi vuol essere milionario? (que ya había acogido del 31 de marzo al 10 de mayo y del 1 al 27 de septiembre a primera hora de la tarde y del 19 de octubre al 23 de noviembre de 2003 a primera hora de la tarde del domingo) y en abril con Raffaella Carrà acogió la 21ª edición del Gran Premio Internazionale dello Spettacolo. Del 21 de febrero al 8 de mayo de 2004 llevó a cabo con éxito su tercera edición de La Corrida. En este periodo se habló de un paso de testigo entre él y Amadeus del quiz Quién quiere ser millonario, pero al final el conductor de Rávena se queda en la RAI y Scotti sigue liderando el campeón de escucha previa a la velada.
En otoño de 2004 en septiembre presenta el espectáculo de la segunda edición de La fabbrica del sorriso, presenta Chi vuol essere milionario? los domingos por la noche en horario de máxima audiencia (posteriormente a primera hora de la tarde del 10 de enero al 11 de junio de 2005) del 3 de octubre al 28 de noviembre de 2004 y Passaparola a primera hora de la tarde del 6 de septiembre al 25 de diciembre de 2004. Del 10 de diciembre de 2004 al 28 de enero de 2005 presentó la novena edición de Paperissima junto a Michelle Hunziker. En febrero de 2005 acogió la Gran galà della pubblicità. A partir de enero Chi vuol essere milionario? a primera hora de la tarde ya partir de mediados de marzo otra edición ganadora de La Corrida . El 14 de abril de 2005 presentó un episodio de Striscia la notizia junto con Mike Bongiorno (el episodio fue visto por 7.832.000 espectadores).
El 12 de septiembre de 2005 vuelve a dirigir Passaparola , que se presenta con una nueva fórmula en la que el director interactúa con todo el público del estudio. Del 30 de septiembre al 4 de noviembre de 2005 presentó con Michelle Hunziker Chi ha incastrato lo zio Gerry? (remake de Chi ha incastrato Peter Pan?) donde los protagonistas eran niños que actuaban en cámara sincera, contaban sus historias, jugaban y realizaban entrevistas con VIP en el estudio y muchas cosas más; pero la transmisión no logró un buen éxito. A partir de la transmisión se hizo un especial navideño Buon Natale con lo Zio Gerry. En diciembre se emite el telefilm Il mio amico Babbo Natale en el que toca con Lino Banfi y en la noche de Nochebuena encabeza el Concerto di Natale en el Vaticano. El 7 de enero de 2006 terminó Passaparola y del 9 de enero al 10 de junio del mismo año volvió a albergar Chi vuol essere milionario?, y luego otra exitosa edición de La Corrida del 14 de enero al 1 de abril de 2006. En el verano de 2006, Scotti declaró que quería un período de descanso televisivo, queriendo dedicarse más a la ficción. Pero en otoño Mediaset le llamará para solucionar más de un problema.
Del 6 de octubre al 8 de diciembre de 2006 presenta Paperissima junto a Michelle Hunziker ; el 4 de diciembre fue llamado de nuevo temprano para presidir la madrugada de Canale 5, debido a los fracasos de Formula segreta y Fattore C, con Chi vuol essere milionario?, que se extenderá hasta abril. Del 18 de diciembre de 2006 al 6 de enero de 2007 presenta Striscia la notizia junto a Ezio Greggio y se emite el telefilm Il mio amico Babbo Natale 2 que protagoniza junto a Lino Banfi.
A partir del 14 de enero de 2007 presentará Chi vuol essere milionario? también los domingos, tras la supresión de Conversando. Del 10 de marzo al 26 de mayo de 2007 retomará la conducción de La Corrida, con la que alcanzará un éxito rotundo: el programa cierra con un 33% de share medio.
El 24 de septiembre de 2007 volvió con Chi vuol essere milionario?, regreso inesperado pero provocado por el fallo del 1 contro 100. En diciembre se emite el telefilme Finalmente Natale con Maria Amelia Monti. Del 16 de diciembre de 2007 al 27 de enero de 2008, suspendiendo Chi vuol essere milionario?, encabeza una nueva edición de Passaparola en el horario de máxima audiencia de los domingos. El 14 de enero de 2008 se reanudó Chi vuol essere milionario? y del 8 de marzo al 24 de mayo de 2008 vuelve con La Corrida. Después del fracaso de la edición de Sanremo de Baudo-Chiambretti, su nombre se asocia varias veces con el Festival. El 21 de marzo es el invitado de un episodio de Matrix dedicado a él y llamado Fenomeno Gerry. El 21 de abril, una vez terminado Chi vuol essere milionario?, realiza un nuevo cuestionario Endemol 50 - 50 hasta el 25 de mayo.
A partir del 8 de septiembre de 2008 se reanudó ¿Quién quiere ser millonario? de lunes a domingo y presenta Paperissima del 17 de octubre al 12 de diciembre los viernes, junto a Michelle Hunziker . También protagonizó dos telefilmes: el martes 28 de octubre con Finalmente a casa y el martes 25 de noviembre con Finalmente una favola, también emitido por Canale 5 con Maria Amelia Monti. A partir del 15 de diciembre de 2008 debutó con una nueva edición revisada y corregida del Milionario llamada Chi vuol essere milionario - Edizione straordinaria, prorrogada hasta el 29 de marzo de 2009; del 30 de marzo al 7 de junio se reanudará el tradicional Milionario. También en 2009, del 10 de enero al 4 de abril, encabeza La Corrida pero esta edición, la octava para Gerry, no tiene el éxito de las anteriores. A su lado, sin embargo, ya no estará el Maestro Pregadio, sino el Maestro Vince Tempera . Pregadio dirá que le molestó la idea de que se le uniera otro maestro, y así motivó la decisión de irse; imputa esta idea a la producción, despojando a Gerry de toda responsabilidad.

#### Las últimas ediciones deMilionario,Italia's Got TalentyIo canto
En agosto de 2009 anunció que no propondría La Corrida en la siguiente temporada y a partir del 31 de agosto del mismo año retomó Chi vuol essere milionario?, transmitido los siete días de la semana. En diciembre de 2009 participó como juez en el episodio cero de Italia's Got Talent, programa producido por Fascino PGT. Desde el 14 de diciembre de 2009 hasta el 10 de enero de 2010 durante 28 episodios presentó una nueva velada previa a La picadura en lugar del Milionario. Del 9 de enero al 20 de marzo de 2010 presenta un nuevo programa: Io canto, dirigido por Roberto Cenci . Tras el éxito del episodio cero, a partir del 12 de abril es juez de la primera edición de Italia's Got Talent, emitida en la primavera del mismo año.
El 6 de septiembre de 2010 comienza la temporada televisiva con la última edición de Millonario, que se extenderá hasta el 29 de julio de 2011. Desde el 14 de septiembre acoge la segunda edición de Io canto, obteniendo buenos ratings pero sin poder superar a la competidora emitida en Rai 1 I migliori anni conducido por Carlo Conti. Del 15 de diciembre de 2010 al 23 de febrero de 2011 volvió a estar al frente de Paperissima, nuevamente junto a Michelle Hunziker. Después de que el programa de variedades de Antonio Ricci terminara en febrero, en marzo volvió al prime time de Canale 5, reemplazando a Paola Perego como presentadora de la cuarta edición de Lo show dei record y durante el octavo y último episodio, Gerry entró en el Guinness por haber realizó la mayor cantidad de episodios del quiz Chi vuol essere milionario? de todo el mundo Entre mayo y junio de 2011 fue juez de la segunda edición de Italia's Got Talent.

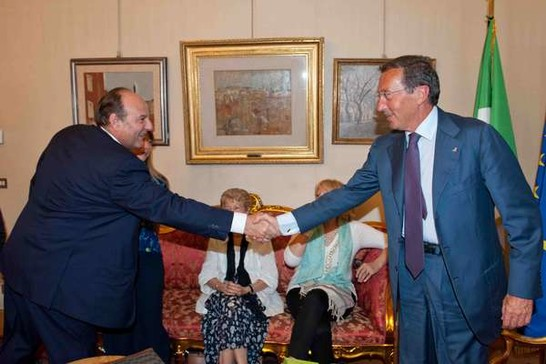
Gerry Scotti con el Presidente de la Cámara de Diputados Gianfranco Fini, en Montecitorio en 2011.

#### The Money DropyThe Winner Is...
Se reanuda la temporada televisiva albergando la tercera edición de Io canto los jueves en horario de máxima audiencia. A partir del 7 de enero regresa junto con De Filippi y Rudy Zerbi como juez de la tercera edición de Italia's Got Talent, para luego convertirse también en juez externo de Amici di Maria De Filippi en la primavera de 2012. En diciembre de 2011 volvió al horario vespertino con la primera edición del nuevo juego The Money Drop: en el debut del primer episodio de The Money Drop la cuota rondaba el 24% con más de cinco millones de espectadores. Esta temporada también fue la primera en 11 años que no vio Chi vuol essere milionario? entre los programas de la programación.
Después de 7 meses de ausencia de la pantalla, el 17 de noviembre de 2012, la temporada televisiva se reanudó acogiendo la primera edición de The Winner Is..., el nuevo talent-game producido por Fascino PGT, en horario de máxima audiencia en Canale 5, el sábado por la noche. . Desde el 12 de enero de 2013 regresa como juez junto a Maria De Filippi y Rudy Zerbi en la cuarta edición de Italia's Got Talent, que finaliza el 17 de marzo con renovado éxito de público y crítica. Del 11 de marzo de 2013 al 1 de junio de 2013, presentó la segunda edición de The Money Drop.

#### Avanti un altro!,Tú sí que valesyCaduta libera
Del 8 de septiembre al 10 de noviembre de 2013 volvió a conducir el programa Io canto, ahora en su cuarta edición, y del 14 de septiembre de 2013 al jurado de la quinta edición de Italia's Got Talent junto con Rudy Zerbi y Maria De Filippi . Del 10 al 12 de octubre de 2013, volvió a presentar a Striscia la notizia (como reemplazo de Michelle Hunziker) junto a Virginia Raffaele .
En marzo de 2014 reemplazó a Paolo Bonolis en la dirección de Avanti un altro!, un reemplazo que luego continuó del 31 de marzo al 6 de junio de 2014, y ya no el 18 de julio como se planeó inicialmente para evitar la superposición con el Flop de calificaciones. La retransmisión se emitió en Mediaset Play, pero en reposiciones.
La temporada televisiva comienza de nuevo el 27 de septiembre de 2014, presentando junto con Federica Panicucci una velada especial en vivo desde el Verona Arena titulada Intimissimi on Ice - OperaPop dedicada al patinaje sobre hielo. Desde el 4 de octubre de 2014 retomó el papel de jurado junto con Maria De Filippi y Rudy Zerbi para el nuevo talento Tù sì que vales que reemplazó a Italia's Got Talent (aterrizó en SKY). El 20 de octubre presentó el séptimo episodio de la edición 2014 de Zelig junto a Teresa Mannino. Del 27 al 30 de diciembre de 2014, Bonolis y Scotti presentaron juntos 4 episodios especiales de Avanti un altro!, dedicado a las fiestas navideñas y que ha sido el motor del relevo entre los dos directores, con la dirección encomendada a Scotti solo, a partir del 2 de enero de 2015, siempre flanqueado por Luca Laurenti. Paolo Bonolis volverá al frente de Avanti un altro! del 12 al 30 de abril de 2015 volviéndola a dirigir en pareja con Gerry Scotti. Del 17 de febrero al 6 de abril de 2015 dirigió la sexta edición de Lo show dei record, acompañado por primera vez de su hijo Edoardo como corresponsal. Del 4 de mayo al 26 de junio de 2015, en el horario vespertino de Canale 5, para un total de 48 episodios, presentó un nuevo juego de preguntas titulado Caduta libera.
La temporada televisiva se reinició el 12 de septiembre de 2015 participando como jurado en la segunda edición de Tù sì que vales junto a Maria De Filippi, Rudy Zerbi y Mara Venier . Los días 23 y 24 de septiembre de 2015 presentó el tercer y cuarto capítulo de la 28ª edición de Striscia la notizia junto a Michelle Hunziker. Del 4 de enero al 15 de julio de 2016 acogió la segunda edición de Caduta libera en Canale 5 a primera hora de la tarde. El programa goza de un gran éxito de audiencia y crítica, superando en algunas ocasiones a L'eredità y rehabilitando la carrera de Scotti, que hasta hace poco había atravesado un período de crisis, en el que sólo obtuvo buenos índices de audiencia cuando ocupó el cargo de juez en Italia's got talent y Tú sí que vales. Del 2 al 23 de junio de 2016, durante cuatro episodios, presenta el programa de magia Masters of Magic en horario de máxima audiencia.
La temporada televisiva se reinició el 10 de septiembre de 2016 con la presentación de un episodio especial de Caduta libera - La rivincita dei campioni en horario de máxima audiencia. Del 12 de septiembre de 2016 al 14 de enero de 2017 dirigió la tercera edición del programa de la tarde de Canale 5 con renovado éxito. A partir del 24 de septiembre de 2016 vuelve a formar parte del jurado de Tú sí que vales para la tercera edición junto a Maria De Filippi, Rudy Zerbi, Mara Venier y Teo Mammucari . El 5 de octubre regresa a Striscia la notizia presentando un episodio junto a Michelle Hunziker. En diciembre de 2016 presentó los dos primeros episodios del nuevo programa de talentos dedicado a los niños Little Big Show en horario de máxima audiencia, más un episodio de Navidad del nuevo programa de variedades de Canale 5 House Party con Laura Pausini que se emitió el 21 de diciembre de 2016. Del 30 de abril al 14 de julio de 2017 acogió la cuarta edición de Caduta libera, y en junio del mismo año presentó la segunda edición del talent show The Winner Is....

#### The Wall, el Retorno delMilionarioyConto alla rovescia
El ciclo televisivo arranca de nuevo el 11 de septiembre de 2017, acogiendo la quinta edición de Caduta libera en horario vespertino hasta el 19 de noviembre. En el mismo mes volvió a formar parte del jurado de la cuarta edición de Tú sí que vales junto a Maria De Filippi, Rudy Zerbi, Mara Venier y Teo Mammucari. Del 20 de noviembre de 2017 al 7 de enero de 2018 dirige un nuevo concurso de madrugada, The Wall, cuya primera edición fue un gran éxito de público. Del 8 de enero al 3 de febrero de 2018 vuelve a presentar Striscia la notizia con Michelle Hunziker y luego da paso a Ficarra e Picone del 5 de febrero al 9 de junio de 2018. Del 23 de abril al 13 de junio de 2018 llevó a cabo la sexta edición de Caduta libera.
El ciclo televisivo se reanuda el 9 de septiembre de 2018, con la realización de la séptima edición de Caduta libera en horario vespertino hasta el 18 de noviembre. Desde el 19 de noviembre de 2018 hasta el 6 de enero de 2019, siempre presentó la segunda edición de The Wall a primera hora de la tarde, que vio un nuevo crecimiento de los índices de audiencia en comparación con los episodios en horario de máxima audiencia. A partir del 29 de septiembre de 2018 retoma su papel como jurado en la quinta edición de Tú sí que vales junto a Maria De Filippi, Rudy Zerbi, Teo Mammucari e Iva Zanicchi. Del 7 de diciembre de 2018 al 14 de marzo de 2019 retomó la conducción de Chi vuol essere milionario? con la decimotercera edición en prime time (celebrando los 20 años del formato) tras siete años de ausencia. El 11 de abril de 2019 fue invitado de I tre tenori en el Maurizio Costanzo Show junto a Paolo Bonolis y Carlo Conti. Del 15 de abril al 8 de junio de 2019 vuelve a presentar Striscia la notizia con Michelle Hunziker. Desde el 21 de abril de 2019 lidera la octava edición de Caduta libera de forma ininterrumpida hasta el 17 de noviembre de 2019 a primera hora de la tarde. Por primera vez estuvo al aire también durante todo el verano y del 24 de junio al 8 de septiembre el programa cambió su nombre a Caduta libera Splash.
A partir del 19 de octubre de 2019 vuelve a formar parte del jurado de la sexta edición de Tú sí que vales junto a Rudy Zerbi, Maria De Filippi, Teo Mammucari y Sabrina Ferilli . Al final de Caduta libera, del 18 de noviembre de 2019 al 5 de enero de 2020, siempre lidera el nuevo juego Conto alla rovescia que él mismo creó a primera hora de la tarde. El 7 de noviembre de 2019 fue invitado en el primer episodio de Adrian Live - Questa è la storia.... Desde el 22 de enero de 2020 acoge la decimocuarta edición de Chi vuol essere milionario? durante seis episodios hasta el 4 de marzo de 2020. A partir del 2 de marzo volvió a dirigir Striscia la notizia, primero con la imitadora Francesca Manzini, y desde el 9 de marzo siguiente con Michelle Hunziker hasta el final de la temporada.
A partir del 7 de septiembre de 2020 se reanudó la temporada televisiva con tres programas: del 7 de septiembre al 18 de noviembre de 2020 acogió la novena edición de Caduta libera en horario vespertino, interrumpida antes de lo previsto por la positividad del presentador a la COVID-19 detectada en el finales de octubre, mientras que del 10 de septiembre al 5 de noviembre de 2020 acogió la decimoquinta edición de Chi vuol essere milionario? con nueve episodios grabados en el histórico Michelangelo Studio en Cologno Monzese. Del 12 de septiembre al 29 de noviembre de 2020 también volvió a formar parte del jurado de la séptima edición de Tú sí que vales junto a sus históricos compañeros, pero sin embargo debido a su positividad al COVID-19 se vio obligado a participar en conexión desde su casa durante unos episodios Del 8 de marzo al 12 de junio de 2021, luego de recuperarse del COVID-19, volvió a presentar Striscia la notizia primero junto a Francesca Manzini y luego junto a Michelle Hunziker.
A partir del 30 de agosto de 2021 se reanuda el ciclo televisivo acogiendo la décima edición de Caduta libera en horario vespertino hasta el 11 de diciembre de 2021. Así es el regreso del programa 9 meses después de la última edición, la anterior, interrumpida por el positivismo del presentador al COVID-19, y tras un largo periodo de reposiciones. Del 18 de septiembre al 27 de noviembre de 2021, todos los sábados, volvió al jurado de la octava edición de Tú sí que vales junto a Rudy Zerbi, Maria De Filippi, Teo Mammucari y Sabrina Ferilli . Al final de la edición previa a la noche, del 16 de diciembre de 2021 al 5 de enero de 2022, presentó cuatro episodios especiales de Caduta libera titulados Caduta libera - Campionissimi en horario de máxima audiencia. Desde el 28 de febrero vuelve a presentar Striscia la notizia primero con Francesca Manzini (reemplazada después de algunos episodios por Valeria Graci y Lorella Cuccarini debido a su positividad al COVID-19) y luego desde el 21 de marzo hasta el final de la temporada con Michelle Hunziker (reemplazada por un corto período con Valeria Graci del 9 al 14 de mayo debido a su positividad al COVID-19). Del 6 de marzo al 10 de abril de 2022 acogió la octava edición de Lo show dei record en horario de máxima audiencia 7 años después de la última edición.
La temporada televisiva se reinicia el 29 de agosto de 2022 con la realización de la undécima edición de Caduta libera en horario vespertino hasta el 18 de noviembre de 2022. En esta edición, el programa, el 4 de octubre, supera los 1000 capítulos. El 17 de septiembre de 2022, sin embargo, volvió a ocupar su asiento en el jurado de la novena edición de Tú sí que vales junto a sus históricos compañeros hasta el 19 de noviembre de 2022.

### Actividad musical
En su carrera, Gerry Scotti también ha grabado algunos discos exitosos, a menudo temas musicales de sus transmisiones de televisión. Sus cantantes favoritos son David Bowie y Zucchero Fornaciari, de los que también hace una bonita imitación y con los que hizo un dúo el 14 de junio de 2008 cantando Per culpa di chi en el escenario de San Siro durante el All the Best World Tour.
- Smile/Smile (strum.) (Ibiza Records - 1987).
Es el primer 45 RPM de Scotti. Producida por Claudio Cecchetto, la canción fue el tema musical de la transmisión del mismo nombre que presentó. Alcanzó el primer lugar en el hit parade y todas las ganancias fueron donadas a Blue Phone. Gerry y un niño aparecían en la portada: Conor Clapton, hijo de Lory Del Santo y Eric Clapton, fallecido en 1991.
- Aiè (oi iuai)/Let's show (Five Record - 1989).
Temas del programa de televisión Candid Camera Show. Existe una versión cantada de la canción Let's show, publicada únicamente en el álbum Festivalbar 1989 (RCA - 1989).
- Abbattiamoci le mani/Abbattiamoci le mani (strum.) (Cinco Registros - 1990).
La canción fue el tema principal del programa de televisión Candid Camera Show.
- Siamo rovinati! (Cinco Registros - 1991).
Álbum compartido con otros artistas, firmado Quelli di sabato al circo.
- Luna Party con Cristina D'Avena (Five Records - 1991).
Tema musical del programa de televisión homónimo grabado en el álbum Fivelandia 9 - Le più belle sigle originali dei tuoi amici in TV. En el estribillo de la canción de Bianca Atzei Abrázame, perdóname mis errores de 2017, la pista de fondo es idéntica al tema principal de la misma emisión de Canale 5.
- Todos somos equilibristas con Cristina D'Avena (Five Records - 1991).
Tema principal del programa de televisión Sábato al circo grabado en 2007 en el disco Cristina D'Avena e i tuoi amici in TV 20.
- Mi pepè - Tú sí que vales (2021).

### Actividad política

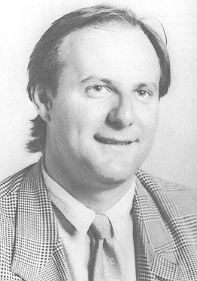
Virginio Scotti en 1987

En las elecciones políticas de 1987 fue candidato en la circunscripción de Milán a la Cámara de Diputados en las filas del Partido Socialista Italiano, entonces encabezado por Bettino Craxi, y fue elegido diputado con más de 9286 preferencias (en la vuelta electoral, la Democracia Cristiana se consolidó como primer partido, con el nombramiento de Giovanni Goria como primer ministro). A él también se refirió Rino Formica, además de Sandra Milo y otros famosos, cuando acusó a Craxi de haber atiborrado de nani e ballerine la Asamblea Nacional del PSI (órgano suplente del Comité Central). Su mandato finalizó el 22 de abril de 1992.
En sus carteles electorales aparece con un clavel blanco que guiña un ojo diciendo: Quizás a ti también te vendría bien un clavel. En 1988 escribió el prólogo del libro Dove andiamo a ballare questa sera? Guida a 250 discoteche italiane del socialista Gianni De Michelis, entonces vicepresidente del Consejo de ministros.
Desde que ya no se dedica a la política, Scotti muy pocas veces habla de sus 5 años como parlamentario, siempre diciendo que los considera una experiencia negativa, que no ha podido desempeñar al máximo y de la que no ha sacado estímulos; durante su mandato parlamentario, de hecho, destacó sobre todo por sus ausencias.
Sin embargo, reveló: Me encomendaron el tema de la juventud (condiciones) y me lo tomé tan en serio que empecé a bombardear la Cámara con propuestas tras propuestas. Todos quedaron sin ser escuchados, letra muerta. Así que no volví a aplicar y volví a la televisión. Presentó un total de 33 proyectos de ley en su mandato, 26 de los cuales sólo en 1987, y firmó 24 actas de orientación y control.
En 2014, el entonces primer ministro Matteo Renzi declaró que había recibido una solicitud de Scotti para renunciar a la anualidad que le habría correspondido como exdiputado al cumplir 65 años. Scotti también ha decidido que, si no se le permite entregarlo, seguirá recibiendo la suma mensual prevista (unos 1400 euros) pero la donará íntegramente a las familias que hayan perdido a un familiar en el ámbito laboral.

### Otras actividades
Durante muchos años fue patrocinador-hombre de Riso Scotti S.p.A., una industria alimentaria con sede en Pavía (aunque, a pesar de tener el mismo apellido y ser originaria del mismo territorio, no tiene lazos de parentesco con la familia Scotti, propietaria de la empresa). Desde 2006 ya no es sólo un testimonio de los productos Riso Scotti sino que también se ha convertido en accionista, con un 10% del capital, de Riso Scotti Snack, empresa fundada en 2001 y controlada por la matriz en un 65%. A lo largo de su carrera, ha prestado su imagen como testimonio para muchas otras marcas en varios sectores, como Motta, Genialloyd, Rovagnati, Omnitel, Edison, Star y Pata.
Amante del buen vino y apasionado de la viticultura, pasión que le transmitió su abuelo, desde 2017 es miembro de la bodega Giorgi Wines en Canneto Pavese, en Oltrepò Pavese, con la que elabora su propia línea de vinos típicos locales.
A mediados de la década de 1980, con su amigo el empresario Giancarlo Fontana, creó Good Time Production, empresa que se ocupa de la gestión de su imagen y, posteriormente, Fontana & Associati, empresa que se ocupa de la gestión de numerosos artistas. En la década de 1990, nuevamente junto con Fontana, fundó Michelangelo Studio, la empresa propietaria de uno de los estudios de televisión más grandes y tecnológicamente avanzados de Europa ubicado en Cologno Monzese en via Michelangelo Buonarroti, 31. En el estudio, un antiguo galpón donde se elaboraban los productos dibujados, que también tiene un edificio contiguo, convenciones, eventos especiales, comerciales, algunos programas para la televisión suiza, pero sobre todo transmisiones de Mediaset conducidas por Gerry Scotti como Super, Chi vuol essere milionario? (2000-2008 y nuevamente en 2020), Conto alla rovescia (2019), la sitcom Finalmente solo (1999-2004) y Lo show dei record (2022).

## Programas de televisión
- DeeJay Television (Italia 1, 4 de junio 1983-1987)
- Zodiaco (Italia 1, 1985)
- Video Match (Italia 1, 1985)
- Candid Camera (Italia 1, 1986-1987)
- DomenicaDeejay (Italia 1, 1987)
- Deejay Beach (Italia 1, 1987)
- Smile (Italia 1, 1987-1990)
- Tutto di Tutto '87 (Italia 1, 1987)
- Festivalbar (Canale 5, 1988; Italia 1, 1989-1992)
- Anteprima Festivalbar (Canale 5, 1988; Italia 1, 1989-1990)
- Azzurro (Italia 1, 22 de mayo de 1988-23 de mayo de 1989, 22 de abril de 1991-25 de mayo de 1992)
- Candid Camera Show (Italia 1, 1988-1991)
- Serata incredibile (Italia 1, 1988)
- Roba da matti (Italia 1, 1989)
- L'allegria fa 90 (Canale 5, 1989)
- Circo Cinese (Canale 5, 18 settembre 1990)
- Il gioco dei 9 (Canale 5, 1990-1992; Italia 1, 1992)
- Evviva l'allegria (Canale 5, 1990)
- Il gioco dei 9 VIP (Canale 5, 1990-1991)
- Un autunno tutto d'oro (Canale 5, 1990-1991)
- Leningrado Show (Canale 5, 2 febbraio 1991)
- Luna Party (Canale 5, 1991)
- T.G. come Telegatto (Canale 5, 1991)
- Sabato al circo (Canale 5, 1991)
- Simpaticissima (Canale 5, 5 de marzo de 1991-6 de marzo de 1992, 1994; Rete 4, 1995, 1998)
- Serata d'amore per San Valentino (Canale 5, 1992)
- La sai l'ultima? (Canale 5, 1992, 1995, 1997, 1999)
- Il circo delle stelle (Canale 5, 1992)
- La festa della mamma (Canale 5, 1992)
- Anteprima Gran Premio Internazionale dello Spettacolo (Canale 5, 1992)
- Ore 12 (Canale 5, 14 de septiembre de 1992-26 de junio de 1993)
- La grande sfida (Canale 5, 2 de octubre de 1992-1994)
- Gran galà della musica (Canale 5, 1993)
- Capodanno con La grande sfida (Canale 5, 1993)
- Modamare a Portofino (Canale 5, 8 giugno 1993-1995)
- Campionissimo (Italia 1, 1993)
- Donna sotto le stelle (Canale 5, 1993-1997, 2001, 2003)
- Bellissima (Canale 5, 1993, 1997, 2000)
- Buona Domenica (Canale 5, 1993-1995)
- Il Quizzone (Canale 5, 1994-1997)
- Un sorriso per i bambini (Canale 5, 1994)[41]
- Quelli di Buona Domenica in Partita Finale (Canale 5, 1994-1995)
- Vado al massimo (Canale 5, 1995)
- Super (Canale 5, 1995-1996)
- Notte blu Barilla (Canale 5, 1995)
- Una sera c'incontrammo (Rete 4, 1995)
- Antico Circo Orfei (Rete 4, 1995)
- Adamo contro Eva (Rete 4, 1995)
- I magnifici 10 (Canale 5, 1995)
- Stelle a quattro zampe (Canale 5, 1995, 1996, 1998, 2000)
- Miss & Mister (Canale 5, 1996, 1997)
- Storie di stelle (Televisione della Svizzera Italiana, 1996)
- Tutti in piazza (Canale 5, 1996)
- Vinca il migliore (Canale 5, Italia 1, 1996)
- Non dimenticate lo spazzolino da denti (Italia 1, 3 de noviembre de 1996-5 de enero de 1997)
- Striscia la notizia (Canale 5, 1997, 1999, 2005, 2006-2007, 2013, 2015-2016, desde 2018)
- Scopriamo le carte (Canale 5, 1998)
- Modamare a Positano (Canale 5, 6 de junio de 1998 a junio de 1999)
- Forza papà (Canale 5, 1998)
- Oscar del calcio (Italia 1, 1998-2000)
- 100 Milan - Buon Compleanno (Italia 1, 15 dicembre 1999)
- Passaparola (Canale 5, 11 de enero de 1999-7 de enero de 2006, 16 de diciembre de 2007-27 de enero de 2008)
- Provini - Tutti pazzi per la TV (Canale 5, 2000)
- Chi vuol essere miliardario? (Canale 5, 22 maggio 2000-12 maggio 2001)
- Un disco per l'estate (Canale 5, 2000, 2001)
- Premiata Teleditta (Canale 5, 2001) - lidera las parodias PazzaParola e Posso essere miliardario?
- Il galà della pubblicità (Canale 5, 2001, 2004)
- Gran Premio Internazionale dello Spettacolo (Canale 5, 2001, 2004)
- Chi vuol essere milionario? (Canale 5, 22 de septiembre de 2002-29 de julio de 2011, 7 de diciembre de 2018-5 de noviembre de 2020)
- La Corrida (Canale 5, 16 de marzo de 2002-4 de abril de 2009)
- La fabbrica del sorriso (Canale 5, 2003)
- Paperissima (Canale 5, 10 de diciembre de 2004-31 de mayo de 2013)
- Chi ha incastrato lo zio Gerry? (Canale 5, 2005)
- Buone feste con lo zio Gerry (Canale 5, 2005)
- Natale in Vaticano (Canale 5, 2005)
- 50-50 (Canale 5, 2008)
- Chi vuol essere milionario? - Edizione Straordinaria (Canale 5, 8 de septiembre de 2008-7 de junio de 2009)
- SuperPaperissima (Canale 5, 2008, 2011, 2013)
- SuperPaperissima - Speciale Calciatori (Canale 5, 2009)
- Italia's Got Talent (Canale 5, 12 de diciembre de 2009-9 de noviembre de 2013) - jurado
- La stangata (Canale 5, 14 de diciembre de 2009-10 de enero de 2010)
- Io canto (Canale 5, 9 de enero de 2010-14 de diciembre de 2013)
- Io canto Christmas (Canale 5, 2011, 2013)
- Lo show dei record (Canale 5, 2011, 2015, 6 de marzo de 2022-19 de marzo de 2023)
- The Money Drop (Canale 5, 12 de diciembre de 2011-1 de junio de 2013)
- The Winner Is (Canale 5, 2012, 2017)
- Avanti un altro! (Canale 5, 31 de marzo de 2014-30 de abril de 2015)
- Intimissimi on Ice - Opera Pop (Canale 5, 2014)
- Tú sí que vales (Canale 5, del 4 de octubre de 2014) - jurado
- Zelig (Canale 5, 20 de noviembre de 2014) - séptimo episodio
- Caduta libera (Canale 5, del 4 de mayo de 2015)
- Masters of Magic (Canale 5, 2016)
- Little Big Show (Canale 5, 13 de diciembre de 2016-15 de marzo de 2017)
- Caduta libera - Campionissimi (Canale 5, 24 de junio de 2016-12 de junio de 2017, 2019, 16 de diciembre de 2021-5 de enero de 2022)
- House Party (Canale 5, 2016) - tercera entrega
- The Wall (Canale 5, 20 de noviembre de 2017-6 de enero de 2019)
- Concerto di Natale (Canale 5, 24 de diciembre de 2017-24 de diciembre de 2018)
- La corrida di Corrado (Canale 5, 2019) - presenta el especial
- Siamo solo noi - Sei come 6 - Vasco Rossi in concerto (Canale 5, 2019) - voz narrativa
- Maurizio Costanzo Show - Allegria (Canale 5, 2019)
- Conto alla rovescia (Canale 5, 18 de noviembre de 2019-5 de enero de 2020)
- Amici Speciali (Canale 5, 2020) - jurado

## Cantante
- 1987: Smile/Smile instrumental (Ibiza Records, IBZ 651294 7, 7")
- 1989: Let's Show! (Salute!)/Let's Show! (Salute!) (Acid Show)/Let's Show! (Salute!) (Sho(w) rt Version) (Five Record, FM 13844, Disco Mix 12")
- 1989: Aie' (Oi Iuai)/Let's Show (Five Record, FM 13224 7")
- 1989: Aie' (Oi Iuai)/	Aie (Bonus Beat)/Aiè (Dream Version)/Aiè (Radio Version) (Five Record, MIX FM 13832 12")
- 1990: Abbattiamoci le mani/Abbattiamoci le mani (Versione Strumentale) (Five Record, FM 13263 7")
- 1991: Luna Party (Con Cristina D'Avena, apareció en Fivelandia 9 – Le più belle sigle originali dei tuoi amici in TV)
- 1991: Siamo tutti equilibristi (Con Cristina D'Avena, apparso in Cristina D'Avena e i tuoi amici in TV 20)
- 2021: La mia pepè

## DJ y conductor radiofónico
- Radio Hinterland Milano2 (1976)
- Nova Radio (1977)
- Il mercatino delle pulci (Radio Milano International, 1977)
- Il puntaspilli (Radio Milano International, años 70)
- La media hora del faisán (Radio Milano International, años 80)
- Deejay en el escenario (Radio Deejay, años 80)
- Brócoli (Radio Deejay, años 80)
- Publihit (Radio Deejay, años 80)
- RDS (1988)
- Il quesito del fagiano (R101, 2006)
- Sbanca 101 (R101, 2006)
- Regalo di compleanno (R101, 2007)
- Smile (R101, 2007)
- 101% (R 101, 2008-2011)
- Amo My radio (2020)

## Filmografía

### Actor

#### Cine
- Cucciolo, dirigida por Neri Parenti (1998) – Papel de sí mismo
- Natale a casa Deejay, dirigida por Lorenzo Bassano (2004) – Papel de Baco

#### Televisión
- Il vigile urbano, dirigida por Castellano e Pipolo – serie de televisión, episodio Panettoni DOC (1989)
- I-taliani, dirigida por Roberto Valentini – serie de televisión, episodio Non aprite quella porta (1989)
- I Tre moschettieri, dirigida por Beppe Recchia – musical/parodia de televisión (1991) – Papel de Porthos
- L'Odissea, dirigida por Beppe Recchia - Musical/parodia televisiva (1991) – Papel de Menelao
- I Vicini di Casa, dirigida por Silvia Arzuffi – sit-com (1991)
- Io e la mamma – sit-com, 2 temporadas (1996-1998)
- Finalmente solo, dirigida por Francesco Vicario y Fosco Gasperi – sit-com, 5 temporadas (1999-2004)
- Gian Burrasca, dirigida por Maurizio Pagnussat – película de televisión (2002)
- Il mio amico Babbo Natale, dirigida por Franco Amurri – película para televisión (2005)
- Il mio amico Babbo Natale 2, dirigida por Lucio Gaudino – película de televisión (2006)
- Finalmente Natale, dirigida por Rossella Izzo – película de televisión (2007)
- Finalmente a casa, dirigida por Gianfrancesco Lazotti – película de televisión (2008)
- Finalmente un cuento de hadas, dirigida por Gianfrancesco Lazotti – película de televisión (2008)
- I liceali 3, dirigida por Francesco Miccichè – serie de televisión, episodio Il Milionario (2011) – Papel de él mismo

#### Videoclips
- La mia felicità de Fabio Rovazzi, feat. Eros Ramazzotti /2021) - Cameos

### Actor de voz
- Chi vuol essere miliardario? - videojuego para PlayStation y PC (2001), producido por HotHouse Creations bajo licencia de Celador (es la voz en off del juego)
- Chi vuol essere milionario? – Seconda edizione - videojuego para PlayStation y PC (2002), producido por HotHouse Creations bajo licencia de Celador (es la voz en off del juego)
- Paperissima, doblaje de películas (2004-2013)
- Chi vuol essere milionario? Party Edition - videojuego para PlayStation 2, PC y PSP (2006), producido por Climax Studios bajo licencia de Celador (es la voz en off del juego)
- Toy Story 3 - La gran fuga dirigida por Lee Unkrich (2010) - Charla telefónica
- Qua la zampa! dirigida por Lasse Hallström (2017) - Bailey el perro
- Paperissima Sprint, doblaje de películas (desde 2018)

## Testimonio publicitario
- Cioccoblocco Nestlé (1984)
- Autobianchi Y10 Fire 1000 (1989)
- Riso Scotti (1993-2012)
- Parmacotto (1993)
- Omnitel (1996)
- Edison (2010-2018)
- Nutella (2013)
- Baileys Chocolat (2015)
- Pesto Tigullio Star (2015-2019)
- Pata (2015-2020)
- Immun'Age (2017)
- Gyprocs cartongesso (2017)
- Caffè Borbone (2019-2020)
- Brancamenta (2021)
- Eni Plenitude, ex Eni gas e luce (2022)

## Premios y reconocimientos

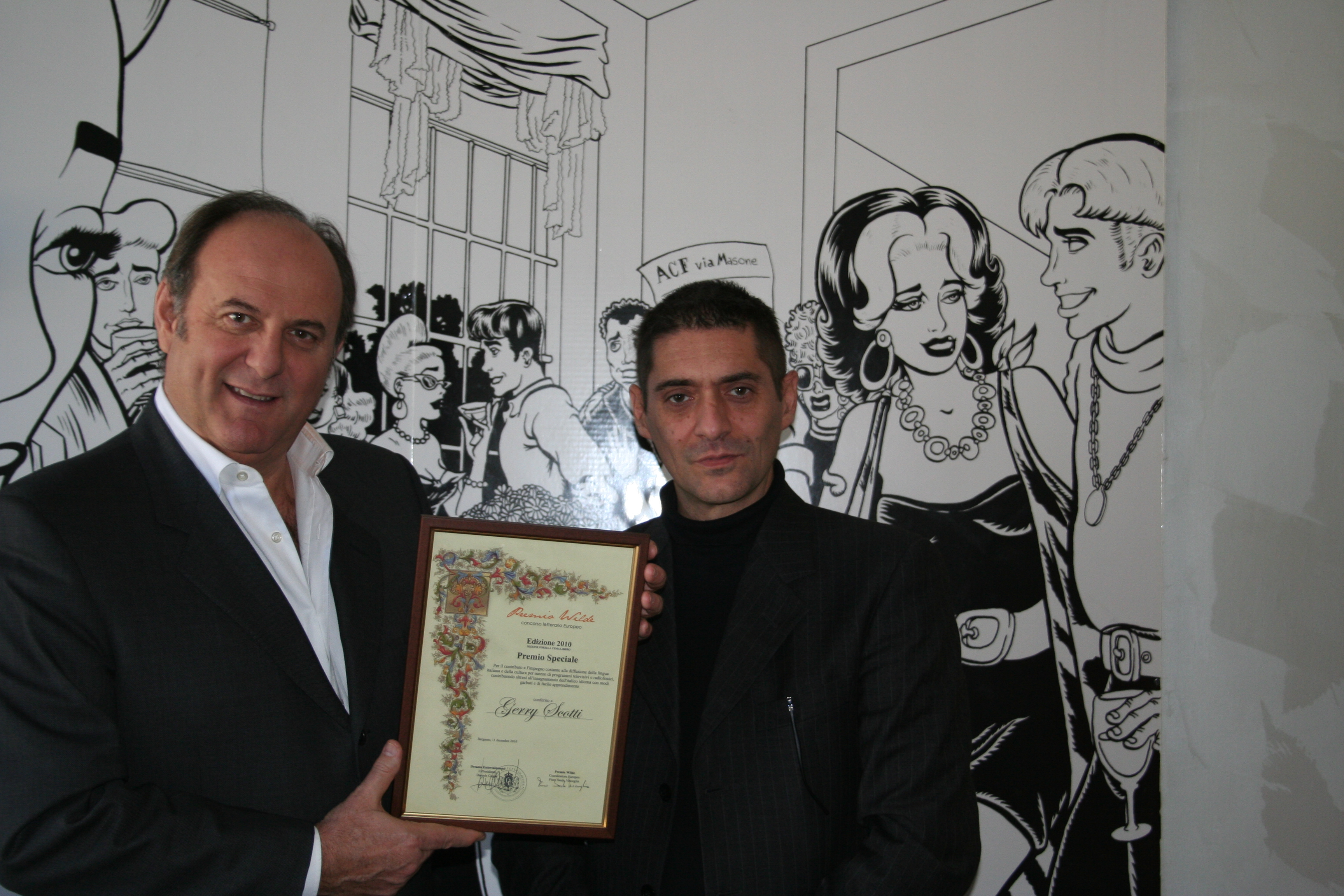
Gerry Scotti en 2010 mientras recibía el Premio Wilde

- 1984: Categoría Telegatto Mejor transmisión musical con Dee Jay Television.
- 1985: Categoría Telegatto Mejor transmisión musical con Dee Jay Television.
- 1994: Telegatto en el concurso de TV Sorrisi e Canzoni I Magnifici Sette.
- 1997: Categoría Telegatto Mejor emisión satírica con Striscia la notizia.
- 1999: Categoría Telegatto Mejor emisión del año con Striscia la notizia.
- 2000: Categoría Telegatto Mejor juego y concurso televisivo transmitido con Passaparola.
- 2000: Oscar TV categoría Top ten con Passaparola.
- 2001: Categoría Telegatto Mejor juego de TV y programa de preguntas con Chi vuol essere miliardario?.
- 2002: Categoría Telegatto Mejor juego de TV y concurso con Passaparola.
- 2002: Oscar TV categoría Top ten con el boca a boca .
- 2003: Categoría Telegatto Mejor juego de TV y concurso con Passaparola.
- 2003: Telegrolla para Io e la mamma y Finalmente soli.
- 2005: Oscar TV categoría Top ten con Paperissima .
- 2006: Mérito de San Siro.
- 2006: Categoría de los Premios TvBlog Mejor juego/programa de preguntas con Chi vuol essere milionario?.
- 2007: Categoría Telegatto Mejor emisión del año con Striscia la notizia.
- 2007: Premio Dirección de Televisión en la categoría Mejor Personaje Masculino.
- 2007: Premio Dirección de Televisión en la categoría Top Ten con Striscia la notizia.
- 2007: Categoría Radiogrolla Mejor voz masculina del año en Radio R101.
- 2008: Platino Telegatto en la categoría de excelencia .
- 2008: Categoría Premios TvBlog Mejor juego/programa de preguntas con Chi vuol essere milionario?.
- 2008: Alassio de Oro.
- 2009: Premios TvBlog Categoría Personaje Masculino del Año.
- 2009: Categoría Premios TvBlog Mejor juego/programa de preguntas con Chi vuol essere milionario?.[42]
- 2010: Premio Santa Chiara como Mejor Presentador de TV.
- 2010: Premio Europeo Wilde Vip (Premio Wilde[43]); honor de ámbito europeo avalado y patrocinado por el Observatorio Parlamentario Europeo y el Consejo de Europa.
- 2011: Récord mundial Guinness por ser el presentador que presentó la mayor cantidad de episodios del programa de preguntas Chi vuol essere milionario?
- 2012: Premio Dirección de Televisión en la categoría Top Ten con Italia's Got Talent.
- 2013: Premio Dirección de Televisión en la categoría Top Ten con Italia's Got Talent.